# Plastophora furcilla
Plastophora furcilla är en tvåvingeart som beskrevs av Schmitz 1956. Plastophora furcilla ingår i släktet Plastophora och familjen puckelflugor. Inga underarter finns listade i Catalogue of Life.